# Martie 2016
Acest articol este generat integral pe baza informațiilor din articolul 2016 și este actualizat periodic de un robot.
 Editările făcute în articol vor fi șterse la următoarea actualizare! Dacă doriți să faceți modificări, editați articolul-sursă.

ianuarie -
februarie -
martie -
aprilie -
mai -
iunie -
iulie -
august -
septembrie -
octombrie -
noiembrie -
decembrie
Martie 2016 a fost a treia lună a anului și a început într-o zi de marți.

## Evenimente

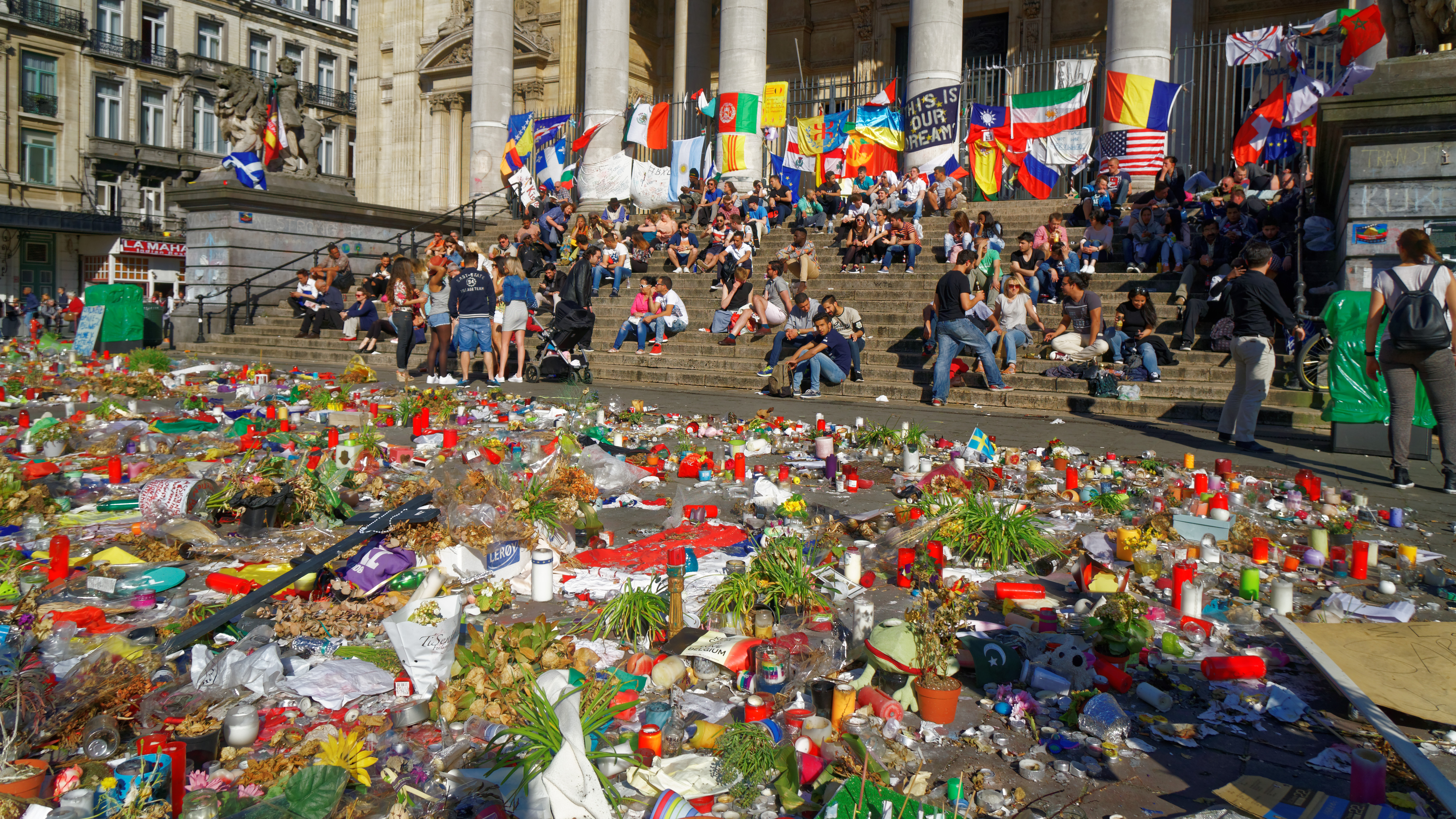
22 martie: Atentat cu bombă la metroul din Bruxelles și la aeroportul Zaventem, Belgia. 31 de persoane au murit și alte 300 au fost rănite.

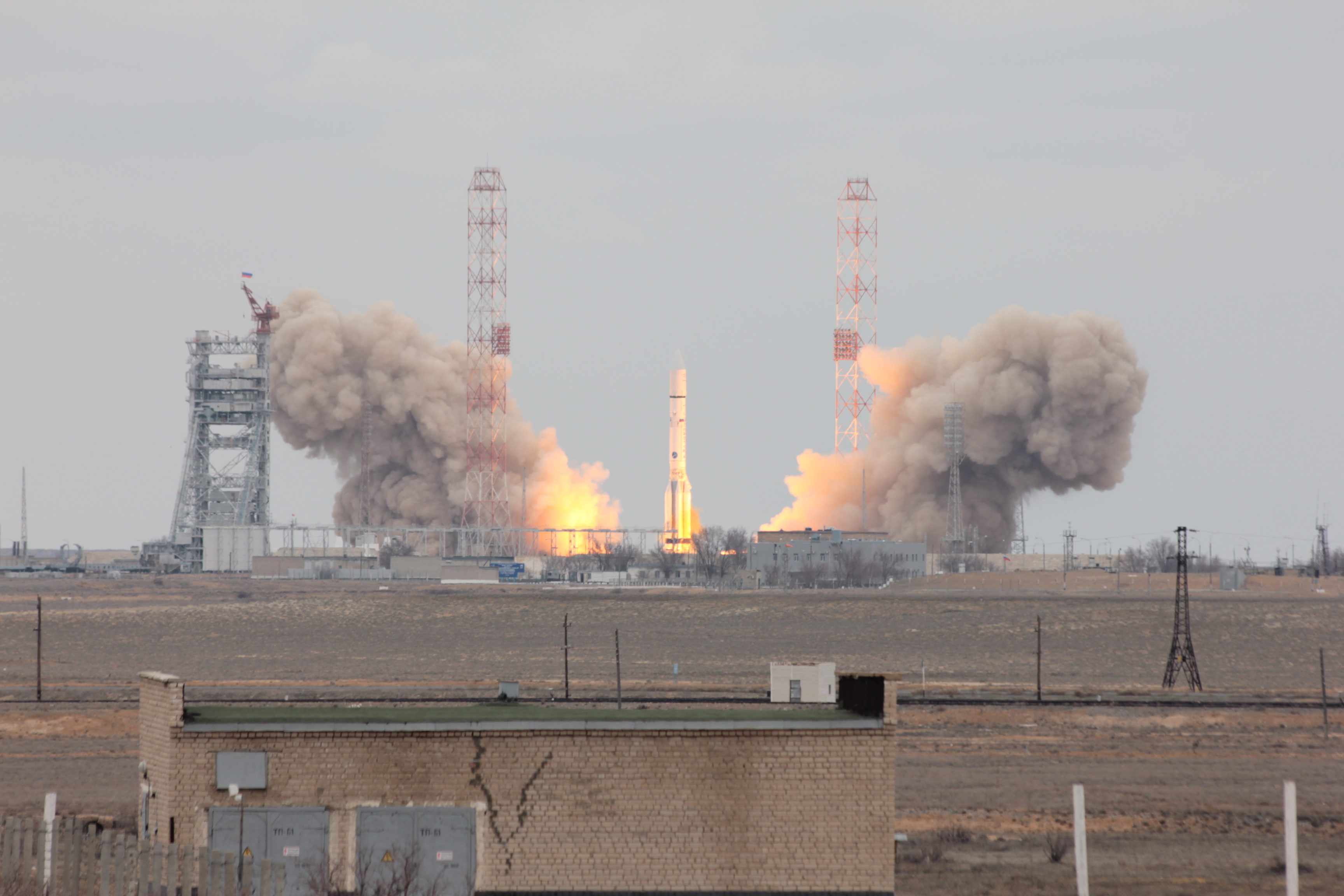
14 martie: ESA și Roscosmos lansează proiectul comun ExoMars Trace Gas Orbiter pe Marte.

- 2 martie: Regele Mihai I anunță că se retrage din viața publică, după ce a fost diagnosticat cu leucemie, urmând ca prerogativele sale să fie preluate de Principesa Margareta.
- 3 martie: Astronomii au anunțat descoperirea celei mai îndepărtate galaxii cunoscute, GN-z11.[1]
- 14 martie: Bilanțul incendiului din clubul Colectiv a ajuns la 64 de decese.
- 14 martie: ESA și Roscosmos lansează proiectul comun ExoMars Trace Gas Orbiter pe Marte.
- 15 martie: Matematicianul englez Andrew Wiles a câștigat Premiul Abel (supranumit adesea "Nobelul pentru matematică") pentru soluția sa la teorema lui Fermat în 1994.[2]
- 17 martie: Statul român a ajuns la un acord cu actualii proprietari ai lucrării "Cumințenia pământului" de Constantin Brâncuși pentru suma de 11 milioane de euro. Statul va oferi 5 milioane de euro iar Ministerul Culturii va organiza o subscripție publică în încercarea de a aduna restul de 6 milioane de euro. Este prima data când se va organiza o subscripție publică națională după 128 de ani, de când s-a înființat Ateneul Român.[3]
- 17 martie: În România intră în vigoarea Legea antifumat; fumătorii nu vor mai putea să-și aprindă țigara în restaurant, în bar, în club sau în orice spațiu public delimitat de doi pereți și care are acoperiș.[4]
- 18 martie: În cadrul unei operațiuni antiteroriste la Bruxelles, a fost rănit și apoi arestat Salah Abdeslam, unul dintre principalii suspecți în atentatele de la Paris și singurul aflat încă în libertate.
- 20 martie: Președintele american Barack Obama a sosit în Cuba, devenind primul șef de stat american în funcție care vizitează această țară în ultimii aproape 90 de ani.[5]
- 22 martie: Atentat cu bombă la metroul din Bruxelles și la aeroportul Zaventem, Belgia. 31 de persoane au murit și alte 300 au fost rănite.
- 24 martie: Fostul lider politic al sârbilor bosniaci, Radovan Karadzic, a fost condamnat de Tribunalul Penal Internațional pentru fosta Iugoslavie la 40 de ani de închisoare pentru genocid și Crime împotriva umanității în timpul războiului din Bosnia.
- 30 martie: Noul președinte Htin Kyaw și doi vicepreședinți, Myint Swe și Henry Van Tio, au depus jurământul în funcții, ințiind astfel un transfer de putere către primul guvern condus de civili din Myanmar din ultimii peste cincizeci de ani.

## Nașteri
Oscar, Duce de Skåne, prinț suedez, fiul cel mic al Prințesei Moștenitoare Victoria a Suediei

## Decese
- 2 martie: Janusz Bolonek, 77 ani, arhiepiscop polonez romano-catolic (n. 1938)
- 2 martie: Prințul Johann Georg de Hohenzollern, 83 ani (n. 1932)
- 3 martie: György Tokay, 76 ani, deputat român de etnie maghiară (1990-2004), ministru delegat pentru minoritățile naționale (1996-1999), (n. 1939)
- 3 martie: Gheorghe Tokay, politician, diplomat, jurnalist și avocat român (n. 1939)
- 4 martie: Sergiu Macarie, 95 ani, deputat român (1996-2000), (n. 1920)
- 5 martie: John Evans, 85 ani, om politic britanic, membru al Parlamentului European (n. 1930)
- 5 martie: Nikolaus Harnoncourt, 86 ani, dirijor și violoncelist austriac (n. 1929)
- 5 martie: Valerian Revenco, 76 ani, om politic din R. Moldova (n. 1939)
- 6 martie: Nancy Reagan, 94 ani, Prima Doamnă a Statelor Unite, soția președintelui Statelor Unite, Ronald Reagan (n. 1921)
- 8 martie: Chiriac Bucur, 83 ani, scriitor și diplomat român (n. 1932)
- 8 martie: John Evans, 85 ani, politician britanic (n. 1930)
- 8 martie: George Martin, 90 ani, producător, compozitor, aranjor, inginer sunet și muzician britanic (The Beatles) (n. 1926)
- 8 martie: Sorin Toma, 101 ani, ziarist român de etnie evreiască (n. 1914)
- 8 martie: John Evans, politician britanic (n. 1930)
- 10 martie: Keith Emerson, 71 ani, muzician britanic (Emerson, Lake and Palmer), (n. 1944)
- 11 martie: Iolanda Balaș, 79 ani, sportivă română (atletism), (n. 1936)
- 11 martie: Magda Draser-Haberpursch, 86 ani, handbalistă română de etnie germană (n. 1930)
- 12 martie: Lloyd S. Shapley, 92 ani, matematician și economist american, laureat al Premiului Nobel (2012), (n. 1923)
- 12 martie: Gavriil Volkov, 95 ani, general rus (KGB), (n. 1920)
- 13 martie: Hilary Putnam, 89 ani, filosof american (n. 1926)
- 14 martie: Geoffrey Hartman, 86 ani, teoretician literar american de etnie germană (n. 1929)
- 14 martie: Eva Lendvay, 80 ani, traducătoare română de etnie maghiară (n. 1935)
- 14 martie: Jaime Valdivielso de Cué, 76 ani, politician spaniol (n. 1940)
- 16 martie: Georges Tarabichi, 77 ani, scriitor și traducător sirian (n. 1939)
- 17 martie: Larry Drake, 67 ani, actor american (n. 1950)
- 17 martie: Solomon Marcus, 91 ani, matematician român de etnie evreiască (n. 1925)
- 18 martie: Șerban Iliescu, 60 ani, lingvist și jurnalist român (n. 1956)
- 18 martie: Guido Westerwelle, 54 ani, politician liberal german, ministru federal de externe (2009-2013), (n. 1961)
- 22 martie: Vladimir Țincler, 79 ani, fotbalist (atacant) și antrenor din R. Moldova de etnie evreiască (n. 1937)
- 24 martie: Margaret Blye, 73 ani, actriță americană (n. 1942)
- 24 martie: Mariana Caluschi, 69 ani, psiholog român (n. 1946)
- 24 martie: Roger Cicero, 45 ani, cântăreț german de jazz (n. 1970)
- 24 martie: Johan Cruyff (n. Hendrik Johannes Cruijff), 68 ani, fotbalist (atacant) și antrenor neerlandez (n. 1947)
- 24 martie: Claude-Henri Rocquet, 82 ani, scriitor francez (n. 1933)
- 24 martie: Garry Shandling, 66 ani, actor de film, TV și voce american de etnie evreiască (n. 1949)
- 25 martie: Imre Pozsgay, 82 ani, comunist maghiar (n. 1933)
- 26 martie: Radu Mareș, 75 ani, scriitor român (n. 1941)
- 27 martie: Mihail Coculescu, 72 ani, medic endocrinolog român, membru corespondent al Academiei Române (n. 1943)
- 27 martie: Alain Decaux, 90 ani, istoric francez (n. 1925)
- 28 martie: Petru Mocanu, 84 ani, matematician român (n. 1931)
- 29 martie: Albert K. Bender, 81 ani, autor și ufolog american (n. 1921)
- 30 martie: Marianne Krencsey, 84 ani, actriță maghiară (n. 1931)
- 30 martie: Mihai Lugojanu, 84 ani, deputat român (1990-1992), (n. 1931)
- 30 martie: Aristotel Stamatoiu, 86 ani, șeful DSS din România (1984-1989), (n. 1929)
- 31 martie: Hans-Dietrich Genscher, 89 ani, om politic german, ministru de interne (1969-1974) și externe (1974-1992) al Germaniei (n. 1927)
- 31 martie: Zaha Hadid, 65 ani, arhitectă britanică de etnie irakiană (n. 1950)
- 31 martie: Imre Kertész, 86 ani, scriitor, romancier, jurnalist, traducător maghiar de religie mozaică, laureat al Premiului Nobel (2002), (n. 1929)
- 31 martie: Gheorghe Vrabie, 77 ani, artist plastic din R. Moldova (n. 1939)
- 31 martie: Douglas Wilmer, 96 ani, actor englez (n. 1920)
- 31 martie: Gheorghe Vrabie, artist plastic moldovean (n. 1939)